# Staats Historisch Museum
Het Staats Historisch Museum (Zweeds: Statens historiska museum) is een museum in de Zweedse hoofdstad Stockholm. De vestiging gaat terug op het jaar 1866. De bouw van de huidige vestiging vond plaats tussen 1934 en 1939.
Het is het nationale Zweedse museum voor archeologie en geschiedenis. Het heeft meer dan 20 miljoen stukken die afkomstig zijn uit de Zweedse prehistorie tot en met de middeleeuwen.

## Exposities
Het museum toont onder meer de volgende exposities:
- Een onderaardse schatkamer met goud- en zilverstukken
- Een vertelling van acht levensverhalen uit de prehistorie
- Vikingcollectie die ingaat op hun leven en de propaganda erover in de 19e en 20e eeuw
- Kerkkunst in Noord-Europa
- Textielkamer